# Universidad Cristiana de Honduras
La Universidad Cristiana de Honduras es una institución de educación superior privada, autónoma, con sede principal en San Pedro Sula, dentro de la instalaciones del Ministerio Internacional La Cosecha, en la república de Honduras.

## Historia
A partir de la década de los años cincuenta, se decretó la apertura de universidades de índole privada en Honduras, es así como nace la Universidad Cristiana de Honduras UCRISH, como una institución de nivel superior, creada con la finalidad de contribuir en el proceso de desarrollo de la sociedad hondureña, a través de la información de recursos humanos, dotados de una elevada preparación académica y de altos valores morales, cívicos, culturales y espirituales.
La entidad promotora y creadora de la “UCRISH” es la fundación “Honduras para Cristo” , Actualmente su respaldo legal es por medio de LA FUNDACION MERCY, Mediante sesion de licencia (2023) con personalidad jurídica otorgada por la Secretaría de Educación Pública de Honduras, quien acepta responsablemente su papel de forma profesional y capaces de nivel superior de la educación del país, y consecuentemente se esfuerza en convertir en realidad operante los fines que la ley señala a esta institución. 
Para lograrlo la Universidad Cristiana de Honduras está dedicada a desarrollarla al máximo las tres grandes dimensiones del que hacer académico universitario: Investigación, vinculado con la sociedad, y docencia; dedicándose inicial mente a la información de profesionales en la carrera de ingeniería en sistemas computacionales licenciaturas en mercadotecnia, licenciatura de administración de empresa y licenciatura en teología con intermedio cada una, técnico superior en informática, en publicidad y diseño, administración de recursos humanos y orientación pastoral respectivamente.
La Universidad Cristiana de Honduras (UCRISH) fue aprobada por el Consejo Superior Universitario de Honduras mediante resolución 126773, emitida el 13 de agosto del 2004, comenzó a funcionar en enero del 2005 con 420 alumnos, en área de licenciatura y posteriormente se fueron añadiendo las carreras de ingeniería.

## Carreras

### Licenciatura
- Administración de empresas
- Derecho
- Mercadotecnia
- Psicología
- Teología

### Ingeniería
- Ingeniería en Sistemas Computacionales
- Ingeniería industrial

### Técnicos
- Técnico en Laboratorio Clínico (como Grado Asociado)

### Diplomados
- Diplomado en Educación Superior
- Diplomado en Gestión del Recurso Humano
- Diplomado en Inglés como 2.ª Lengua
- Diplomado en Gestión de la Calidad
- Diplomado en Metodología de Investigación
- Diplomado en Trámites Aduaneros

## Becas
El sistema de becas de la Universidad Cristiana de Honduras es el siguiente:
- Mantener un índice de un 80% para continuar con el beneficio y no reprobar ninguna asignatura.
- Brindar un servicio a la universidad, cuando esta lo requiera en todas las áreas.
- Matricular por lo menos 4 clases en cada periodo académico.

## Autoridades
- Rector: PhD [[  ]]
- Vicerrector Administrativo: Lic. Andrea Gutiérrez
- Vicerrector General: Msc. Abogado Ramón Isrrael Ponce
- Vicerrector Académico: Master Elsi Zelaya
- Secretario General: Master Oscar Santos
- Directora de Psicología: Lic. Amanda Godinez
- Directora de Administración: Master Gabriela Zuniga
- Director Ing. en Sistemas:
- Director de Derecho:
- Directora de Técnico en Laboratorio: Dra. Nadia Sosa
- Director de Mercadotecnia: Master Oscar Santos
- Directora de Ingeniería Industrial: Ing. Fares
- Director de Teología: Lic. Ebert Lindo
- Directora de B-learning: Lic. Josselin Cruz